# Aridex Calligaris
Aridex Calligaris Carneluti (Tricesimo, 23 agosto 1922 – 25 maggio 1993) è stato un calciatore italiano, di ruolo centrocampista o difensore.

## Carriera
Oltre alla carriera nella massima divisione francese, tra il luglio 1949 ed il giugno 1950 ha vestito la maglia del Real Sociedad in Spagna, diventando il primo giocatore italiano nel campionato spagnolo di massima divisione.

## Palmarès

### Club

#### Competizioni nazionali
- Ligue 2: 1

Olympique Lione: 1951-1952